# Drugera tapella
Drugera tapella är en fjärilsart som beskrevs av William Schaus 1939. Drugera tapella ingår i släktet Drugera och familjen tandspinnare. Inga underarter finns listade i Catalogue of Life.